# Oxyphlaeoba
Oxyphlaeoba is een geslacht van rechtvleugeligen uit de familie veldsprinkhanen (Acrididae). De wetenschappelijke naam van dit geslacht is voor het eerst geldig gepubliceerd in 1941 door Ramme.

## Soorten
Het geslacht Oxyphlaeoba omvat de volgende soorten:
- Oxyphlaeoba burmana Ramme, 1941
- Oxyphlaeoba victoriae Ramme, 1941